# Begonia calderonii
Espèce
Synonymes
- Begonia falcata L.B.Sm. & B.G.Schub.[1]

Begonia calderonii est une espèce de plantes de la famille des Begoniaceae.
L'espèce fait partie de la section Weilbachia.
Elle a été décrite en 1930 par Paul Carpenter Standley (1884-1963).

## Répartition géographique
Cette espèce est originaire des pays suivants : El Salvador ; Guatemala ; Mexique.